# Sprawa czystości piwa
Orzeczenie Trybunału Sprawiedliwości Unii Europejskiej w sprawie C‑46/93 (i C‑48/93 Factortame - sprawy połączone) z dnia 5 marca 1996 r. wydane w trybie prejudycjalnym, orzekającego w sporze między francuskim browarem Brasserie du pêcheur SA a Republiką Federalną Niemiec.

## Stan faktyczny
Browar francuski Brasserie du pêcheur SA chciał sprzedawać w Niemczech piwo. Nie było to możliwe, gdyż w Niemczech obowiązywało pochodzące z XVI wieku Bawarskie Prawo Czystości, polegające na zakazie sprzedaży piwa niespełniającego reguły czystości (piwo powinno składać się tylko z określonych pięciu składników: wody, chmielu i słodu jęczmiennego; a w XX wieku dodano słód pszeniczny i nieznane w XVI wieku drożdże (od 1906 roku), a piwa francuskiego browaru nie spełniały wymogów reguły. Z tego powodu francuski browar ponosił lucrum cessans.
W wyroku z dnia 12 marca 1987 r. w sprawie 178/84 Komisja przeciwko Niemcom Trybunał uznał zakaz sprzedaży importowanego z innych państw członkowskich piwa nieodpowiadającego omawianym przepisom prawa niemieckiego za niezgodny z art. 30 traktatu.
Brasserie du pêcheur pozwała więc Republikę Federalną Niemiec o naprawienie szkody, jaką wspomniany zakaz importu wyrządził jej w latach 1981–1987, żądając odszkodowania w kwocie 1 800 000 DM, odpowiadającej ułamkowi rzeczywistej szkody.
Federalny Trybunał Sprawiedliwości (Bundesgerichtshof), rozpatrujący sprawę, zwrócił się do Trybunału Sprawiedliwości z pytaniem prejudycjalnym.

## Treść wyroku
Trybunał uznał, że:
- szczegóły warunków odpowiedzialności odszkodowawczej zależą od charakteru naruszenia;
- odpowiedzialność państwa powstaje również we wszystkich przypadkach naruszenia prawa wspólnotowego (...) bez względu na to, jaki organ państwowy pogwałcił normy wspólnotowe (...);
- jeżeli naruszenia przez państwo członkowskie prawa wspólnotowego, które można przypisać krajowemu ustawodawcy działającemu w dziedzinie, w której dysponuje on szerokim zakresem swobodnego uznania w dokonywaniu rozstrzygnięć prawodawczych, to państwa zobowiązane są do naprawienia szkody wyrządzonej jednostkom przez naruszenie prawa unijnego, z tytułu bezprawności prawodawczej.

Kryteria odpowiedzialności odszkodowawczej państwa członkowskiego z tytułu bezprawności prawodawczej (Kryteria Brasserie du pêcheur oraz Factortame):
1. naruszona norma prawa wspólnotowego, na którą powołuje się skarżący, ma na celu ustanowienie na rzecz jednostek uprawnień;
2. naruszenie jest istotne (oczywiste i poważne przekroczenie granic swobody oceny);
3. istnieje bezpośredni związek przyczynowy między tym naruszeniem a szkodą wyrządzoną jednostce.